# Виноградов, Валерий Андреевич
Валерий (Валериан) Андреевич Виноградов (15 ноября 1930, село Высокое, Западная область — 16 июня 1988, Москва) — советский актёр театра и кино.

## Биография
Родился 15 ноября 1930 года в селе Высокое Оленинского района (ныне — Тверской области). Его отец был председателем сельсовета. Мать — домашняя хозяйка.
В 1934 году Виноградовы переехали в город Ржев, где Виноградов-отец стал юрисконсультом на Ржевском винном заводе.
В 1946 году Валерий переехал в Москву и поступил в ремесленное училище № 61 при заводе «Красный пролетарий», успешно окончил его, получив профессию токаря-расточника 5 разряда, и был принят на работу на тот же завод в цех № 13.
Работая на заводе, Виноградов активно участвовал в кружках художественной самодеятельности. В любительских спектаклях сыграл Незнамова в «Без вины виноватых» и Кречета в «Платоне Кречете». Читал на эстраде стихи Пушкина, Лермонтова, Блока, Маяковского и других поэтов.
В 1951 году на Всесоюзном смотре художественной самодеятельности получил первую премию за художественное чтение. В 1953 году получил первый приз на конкурсе на лучшее исполнение стихов Маяковского.
В 1951 году поступил на актёрский факультет школы-студии МХАТ.
В 1953 году он перевёлся на отделение разговорного жанра Центральной студии циркового искусства, по окончании которой в 1955 году работал в системе Главного управления цирков.
В 1954 году женился на Лидии Степановне Смирновой, методисте по лечебной физкультуре Центрального госпиталя МВД. У них родились две дочери — Виктория и Лилия.
С 1957 по 1961 год был актёром цыганского театра «Ромэн».
В 1959 году дебютировал в кино в фильме Якова Сегеля «Первый день мира».
С 1961 года до конца жизни — в штате киностудии «Мосфильм» и Театра-студии киноактёра.
Умер 16 июня 1988 года в Москве. Похоронен на Хованском кладбище .

## Фильмография
1. 1955 — «Чужая родня» — участник комсомольского собрания
2. 1959 — «Первый день мира» — Платонов
3. 1960 — «Человек не сдаётся» — Савченко
4. 1961 — «Рассказы о юности» — Гороховский
5. 1962 — «Маленькие мечтатели» — папа Юльки
6. 1962 — «Ночь без милосердия» — американский летчик
7. 1963 — «Улица космонавтов» — дядя Степан
8. 1963 — «Слепая птица» — дружинник
9. 1963 — «Шестнадцатая весна» — Алексей
10. 1964 — «Зелёный огонёк» — водитель такси
11. 1964 — «Космический сплав» — Матвей
12. 1964 — «Трудный переход» — Андрей
13. 1964 — «Хоккеисты» — эпизод
14. 1965 — «26 бакинских комиссаров» — Полухин
15. 1965 — «Люди остаются людьми» (ТВ) — комиссар Худяков
16. 1965 — «Чёрный бизнес» — эпизод
17. 1966 — «Товарищ песня» — Пётр
18. 1967 — «Весна на Одере» — разведчик
19. 1967 — «Про чудеса человеческие» — эпизод
20. 1968 — «Взрыв после полуночи» — Киров
21. 1968 — «Освобождение» — роль
22. 1969 — «Адъютант его превосходительства» (ТВ) — тюремный писарь
23. 1970 — «Звёзды не гаснут» — Миронов
24. 1970 — «Посланники вечности» — эпизод
25. 1971 — «Седьмое небо» — Зуев
26. 1971 — «Смертный враг» — кулак
27. 1973 — «И на Тихом океане» — эпизод
28. 1973 — «На Севере, на Юге, на Востоке, на Западе » — советский офицер
29. 1973 — «Невероятные приключения итальянцев в России» — диспетчер аэропорта
30. 1974 — «Моя судьба» (ТВ) — профессор
31. 1975 — «Дорога», (ТВ) — строитель
32. 1975 — «Обретёшь в бою», (ТВ) — диспетчер завода
33. 1975 — «Сын председателя» — эпизод
34. 1976 — «Поле перейти» — Максимцев
35. 1976 — «SOS» над тайгой» — пограничник
36. 1976 — «Ты — мне, я — тебе» — любитель бани
37. 1977 — «Вечный зов» (ТВ) — эпизод
38. 1977 — «Личное счастье» (ТВ) — Валентин Фомич
39. 1977 — «Схватка в пурге» — инженер
40. 1977 — «Трактир на Пятницкой» — желающий купить кольцо
41. 1979 — «Антарктическая повесть» (ТВ) — эпизод
42. 1979 — «Город принял» — Владимир Иванович Дементьев, дежурный ГАИ
43. 1979 — «Здесь, на моей земле» — секретарь Хохлачева
44. 1980 — «Иначе нельзя» — эпизод
45. 1980 — «Крах операции «Террор»» — эпизод
46. 1980 — «Фантазия на тему любви» — эпизод
47. 1981 — «Они были актёрами» — член трибунала
48. 1981 — «От зимы до зимы» — тренер
49. 1982 — «Мишка, Малыш и другие» (ТВ) — эпизод
50. 1984 — «Победа» — Новиков, офицер советской делегации
51. 1984 — «Счастливая, Женька!» — врач
52. 1985 — «Неудобный человек» — тракторист
53. 1985 — «Одиночное плавание» — контр-адмирал Юрьев
54. 1985 — «Поездки на старом автомобиле» — тренер
55. 1985 — «Третье поколение» — эпизод
56. 1985 — «Утро обречённого прииска» — Карпухин
57. 1987 — «Ловкачи» — колхозник